# Craesus alniastri
Craesus alniastri är en stekelart som först beskrevs av Georg Ludwig Scharfenberg 1805.  Craesus alniastri ingår i släktet Craesus, och familjen bladsteklar. Arten är reproducerande i Sverige.